# Arapaços
Os Arapaços são um grupo indígena que habita o noroeste do estado brasileiro do Amazonas, mais precisamente nas áreas indígenas do Rio Negro. Identificou-se, em 2001, cerca de 328 integrantes desse etnia do grupo dos tukano oriental que atualmente fala apenas a língua tukano. Vivem no Médio Uaupés, abaixo de Iauareté, em povoados como Loiro, Paraná Jucá e São Francisco. Várias famílias também moram no Rio Negro. Segundo etnografia do ISA os contatos interétnicos nessa região datam a primeira metade do século XVIII com as incursões maciças dos portugueses em busca de escravos. A instalação de missionários  Franciscanos e Salesianos no final do século XIX, e auge da borracha na virada do século XX.